# Tropico (film)
Tropico è un cortometraggio musicale basato sulla storia biblica del peccato e della redenzione, diretto da Anthony Mandler, interpretato dalla cantante statunitense Lana Del Rey e dal modello statunitense Shaun Ross e scritto da Del Rey. È stato presentato in anteprima il 4 dicembre 2013 al Cinerama Dome di Hollywood prima di essere pubblicato sul canale ufficiale Vevo della cantante il giorno seguente.

## Trama

### Capitolo 1 –Body Electric
Adamo ed Eva si trovano nel Giardino dell'Eden e vivono felicemente finché Eva non cade nella tentazione del serpente e morde la mela del peccato. Quindi, Dio li espelle dal paradiso. Lana appare anche nel ruolo di Maria, la madre di Gesù.

### Capitolo 2 –Gods & Monsters
Passano milioni di anni quando Adamo ed Eva tornano a vivere sulla Terra, a quel tempo Eva lavora come spogliarellista e Adamo è ora un uomo d'affari gangster come punizione per il peccato che avevano commesso nell'Eden.

### Capitolo 3 –Bel Air
Dio recita la poesia Why I Love America di John Mitchum dedicata all'uomo d'affari Adamo. Successivamente la coppia si ritira viaggiando in un deserto in cui volano gli UFO.

## Personaggi e interpreti
Figure religiose

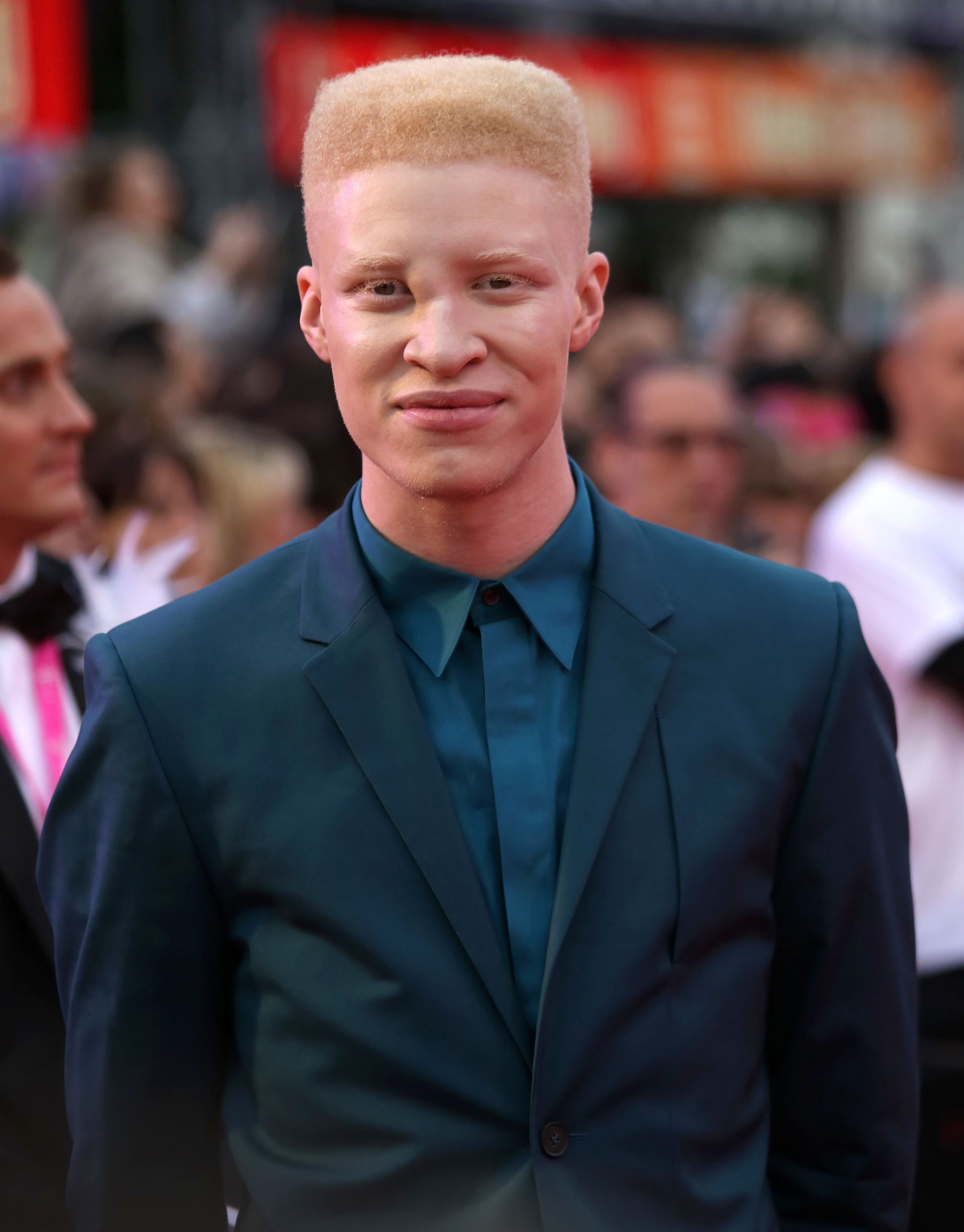
Shaun Ross

- Maria di Nazareth e Eva interpretate da Lana Del Rey
- Adamo interpretato da Shaun Ross
- Gesù interpretato da Kevin Lee Light

Icone della musica pop
- John Wayne interpretato da Jeffrey Wayne Sutherland
- Elvis Presley interpretato da Lloyd Douglas
- Marilyn Monroe interpretata da Jodi Fleisher

## Riferimenti
- 00:06 – Bibbia, Genesi 1: 2-4[6]
- 00:32 – Padre Nostro
- 00:45 – Preghiera ebraica
- 01:35 – Marilyn Monroe
- 01:39 – Elvis Presley
- 01:52 – Marilyn Monroe (Sugar "Kane" Kowalczyk), I'm Through With Love in A qualcuno piace caldo (United Artists, 1959)
- 01:54 – NCIS, (2003-) / John Wayne (Capitan Nathan Cutting Brittles), I cavalieri del Nord Ovest (RKO, 1949)
- 02:18 – Marilyn Monroe Quando la moglie è in vacanza (20th Century Fox, 1955)
- Body Electric
- 06:32 – Walt Whitman, I Sing the Body Electric, Foglie d'erba (1892)
- Gods & Monsters
- 14:54 – Allen Ginsberg, Urlo
- 18:11 – John Mitchum, America, Why I Love Her
- Bel Air

## TropicoEP
Tropico è un EP formato da quattro tracce pubblicato in versione digitale nel 2013 da Lana Del Rey tramite Polydor e Interscope. L'EP prende il nome dal cortometraggio omonimo in cui recita ed è formato dai brani inclusi nel film e dal cortometraggio stesso come quarta traccia. Le altre tre tracce inserite fanno parte del Paradise EP pubblicato nel 2012 dalla Del Rey.

## Pubblicazione
Tropico è stato trasmesso in anteprima il 4 dicembre 2013 al Cinerama Dome di Hollywood. Il giorno seguente è stato pubblicato tramite il canale ufficiale Vevo della cantante su YouTube disponibile gratuitamente. A novembre 2020 il cortometraggio conta oltre 9,2 milioni di visualizzazioni.

## Accoglienza
Al momento della pubblicazione, Tropico ha ricevuto recensioni per lo più positive dalla critica. Jason Lipshutz di Billboard ha descritto il cortometraggio come «un'opera di passione traboccante che attraversa un'era» e ha definito il culmine del film «pura beatitudine». Jimmy So di The Daily Beast ha criticato la narrazione del film, mentre ha descritto i video della Del Rey «affamati di creatività». Al contrario, James Caterino di Examiner ha dato al film una recensione di 5 stelle scrivendo «Le immagini sono mozzafiato e la narrazione della voce fuori campo così piena di prosa poetica che brucia nell'anima… Lei [Lana] è una forza artistica che non fallisce mai nell'affascinare».